# Province de Chanthaburi
 (janvier 2011).
Si vous disposez d'ouvrages ou d'articles de référence ou si vous connaissez des sites web de qualité traitant du thème abordé ici, merci de compléter l'article en donnant les références utiles à sa vérifiabilité et en les liant à la section « Notes et références ».
Chanthaburi (en thaï : จันทบุรี ; API [tɕān.tʰá(ʔ).bū.rīː]) est une province (changwat) de Thaïlande.
Elle est située dans l'est du pays. Sa capitale est la ville de Chanthaburi.

## Subdivisions

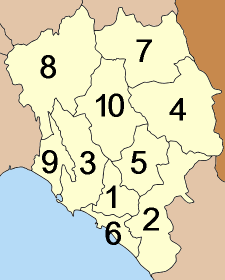
Carte des amphoe de la province de Chanthaburi.

Chanthaburi est subdivisée en 10 districts (amphoe) : 
1. Mueang Chanthaburi (อำเภอ เมืองจันทบุรี)
2. Khlung (อำเภอ ขลุง)
3. Tha Mai (อำเภอ ท่าใหม่)
4. Pong Nam Ron (อำเภอ โป่งน้ำร้อน)
5. Makham (อำเภอ มะขาม)
6. Laem Sing (อำเภอ แหลมสิงห์)
7. Soi Dao (อำเภอ สอยดาว)
8. Kaeng Hang Maeo (อำเภอ แก่งหางแมว)
9. Na Yai Am (อำเภอ นายายอาม)
10. Khao Khitchakut (อำเภอ เขาคิชฌกูฏ)

Ces districts sont eux-mêmes subdivisés en 76 sous-districts (tambon) et 690 villages (muban).

## Symbole

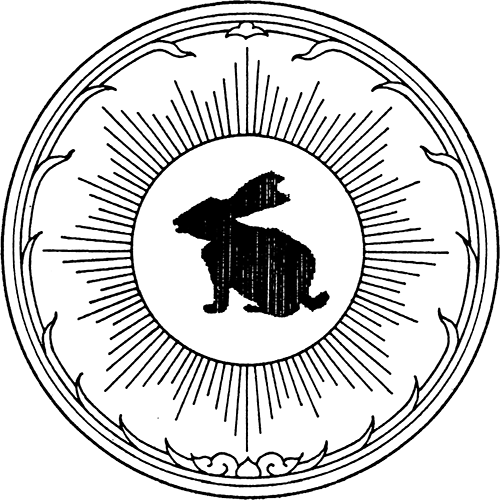
Le lapin lunaire sur le sceau provincial.

Le sceau de la province représente le lapin lunaire. Le mot Chantha, dérivé du sanskrit चन्द्र candrá, signifie « lune » et buri, dérivé du sanskrit पुर puri signifie ville : Chanthaburi est la ville de la lune.

## Galerie

Parc national de Khao Chamao-Khao Wong
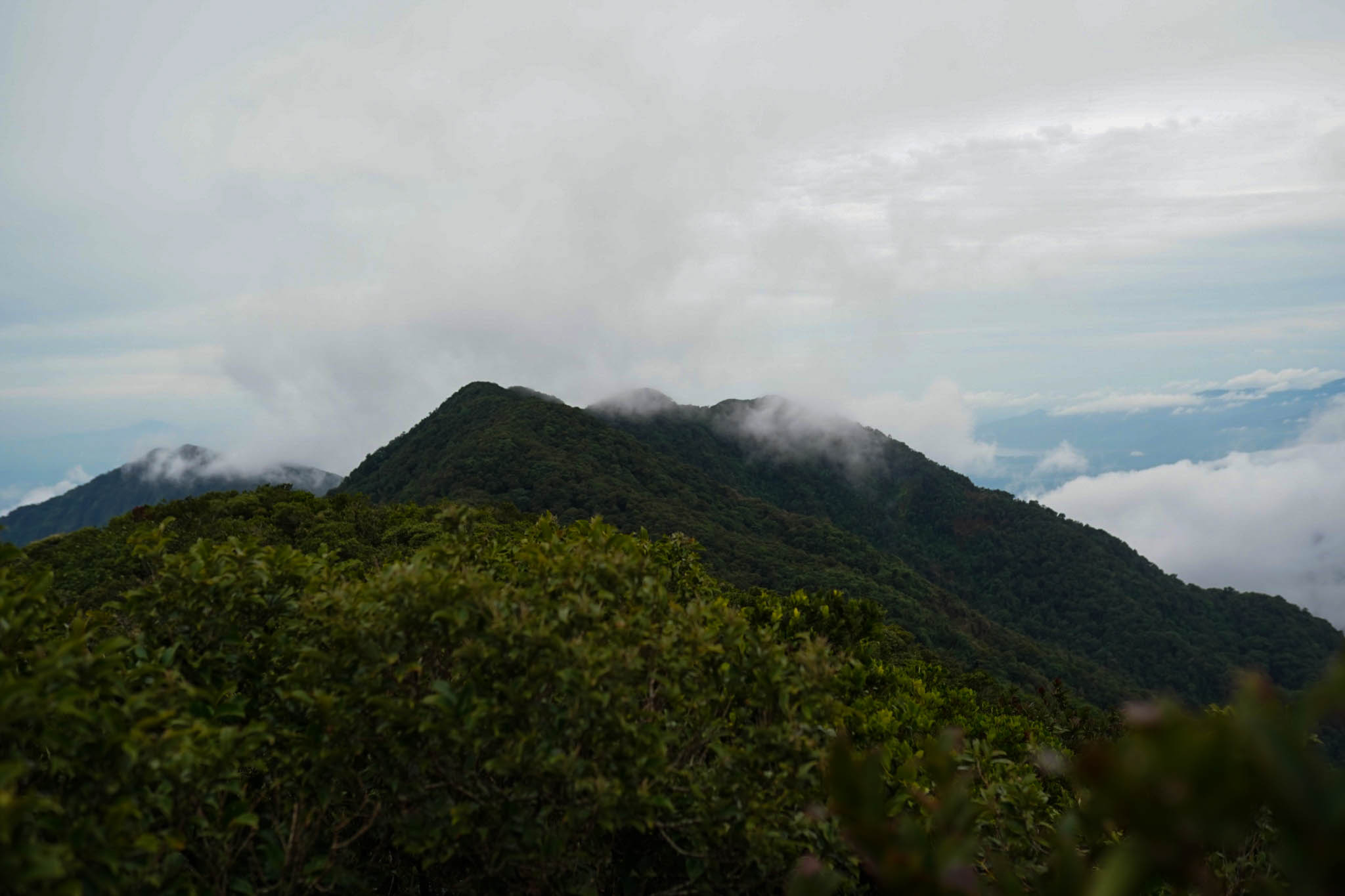
Vue sur le parc national
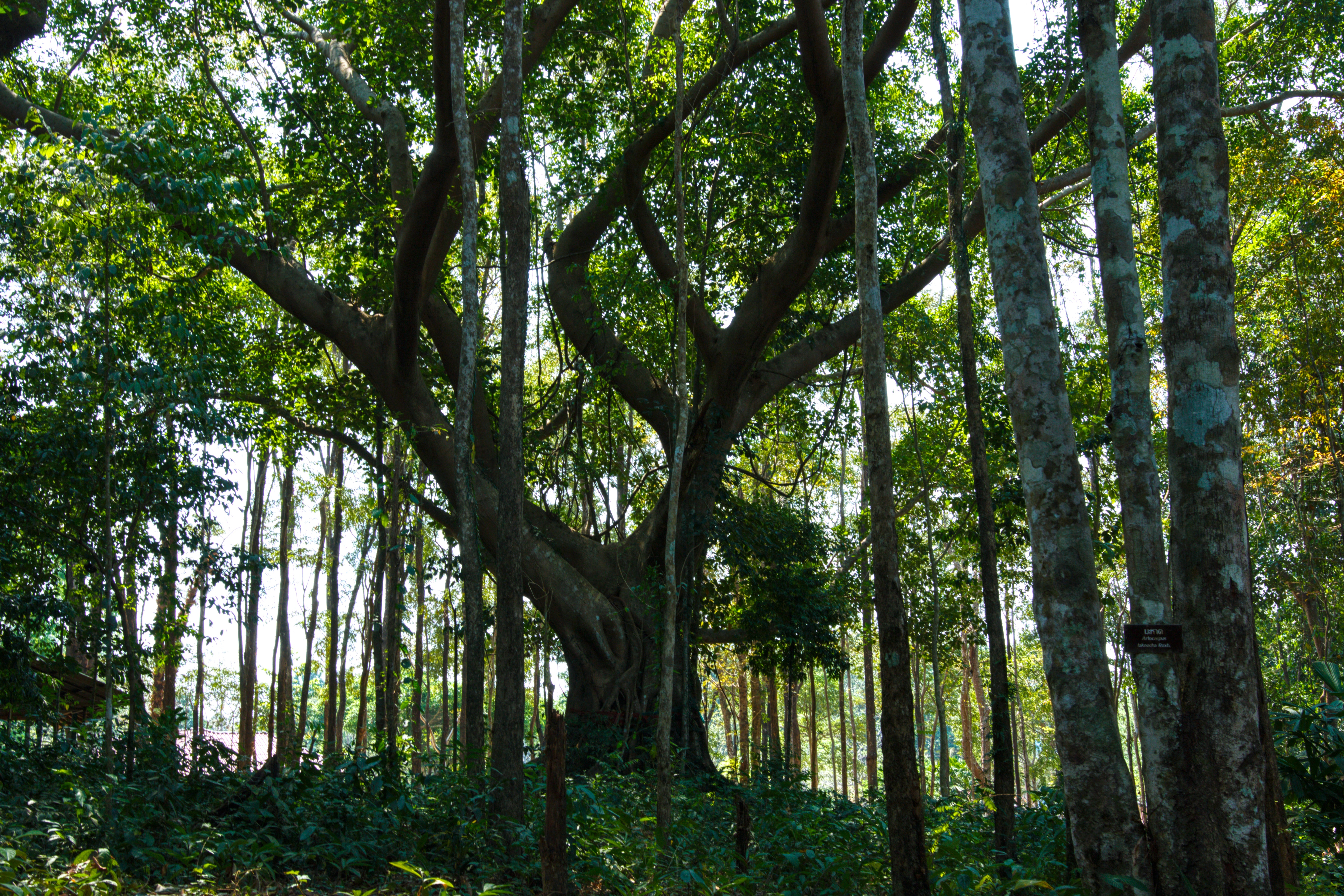
Forêt tropicale avec des Artocarpus lakoocha
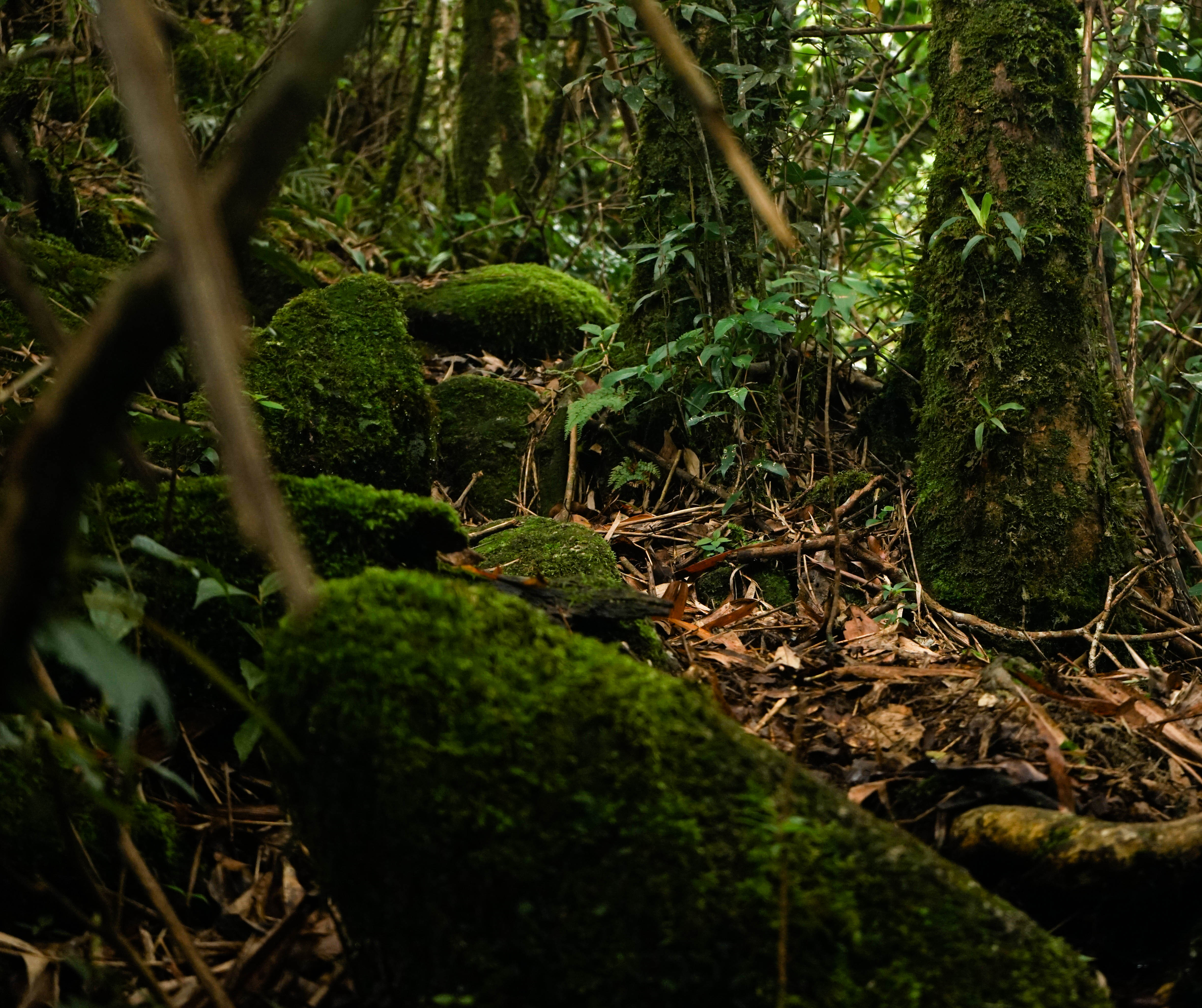
Sous-bois
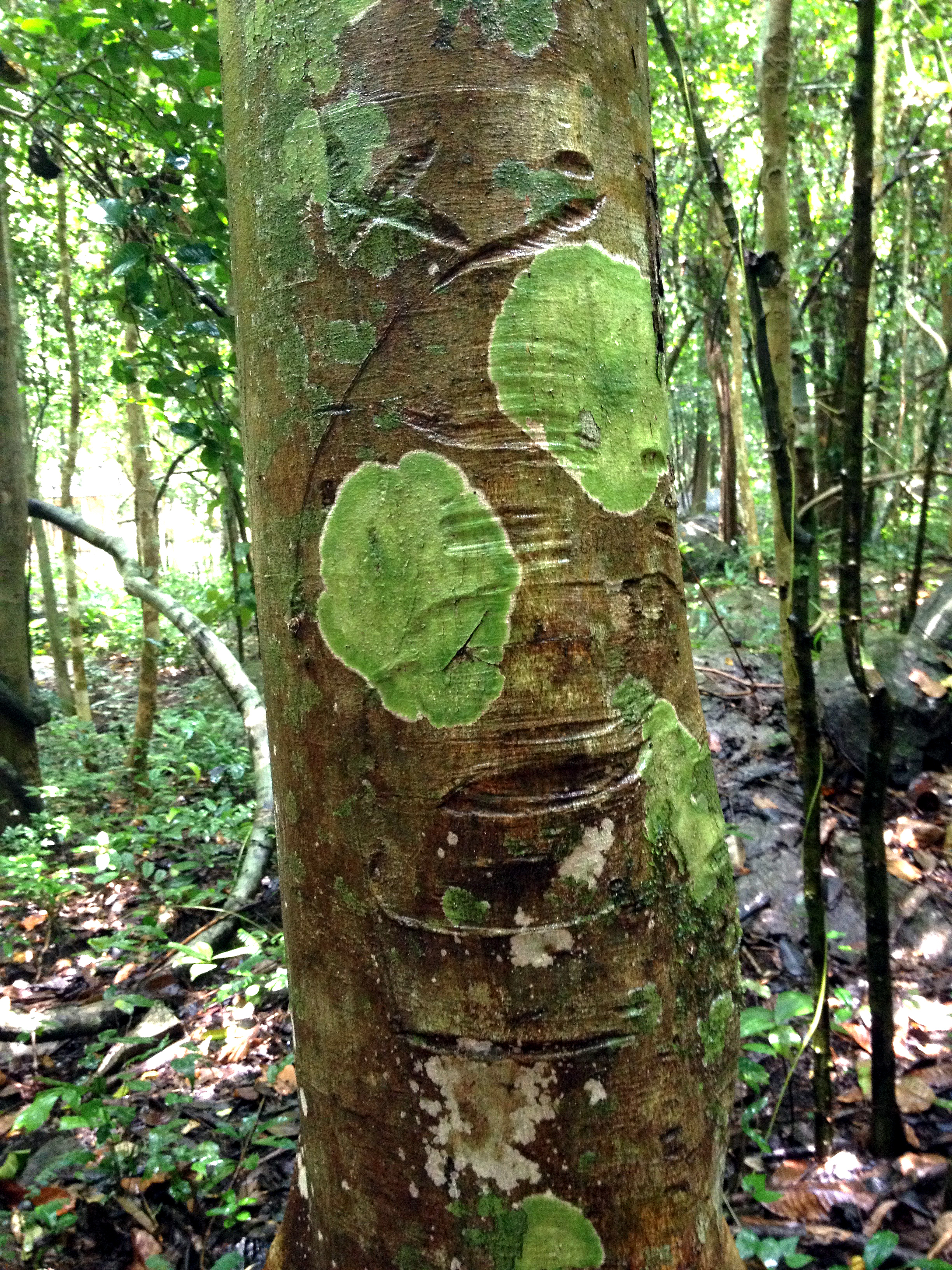
Tronc d'arbre avec lichens
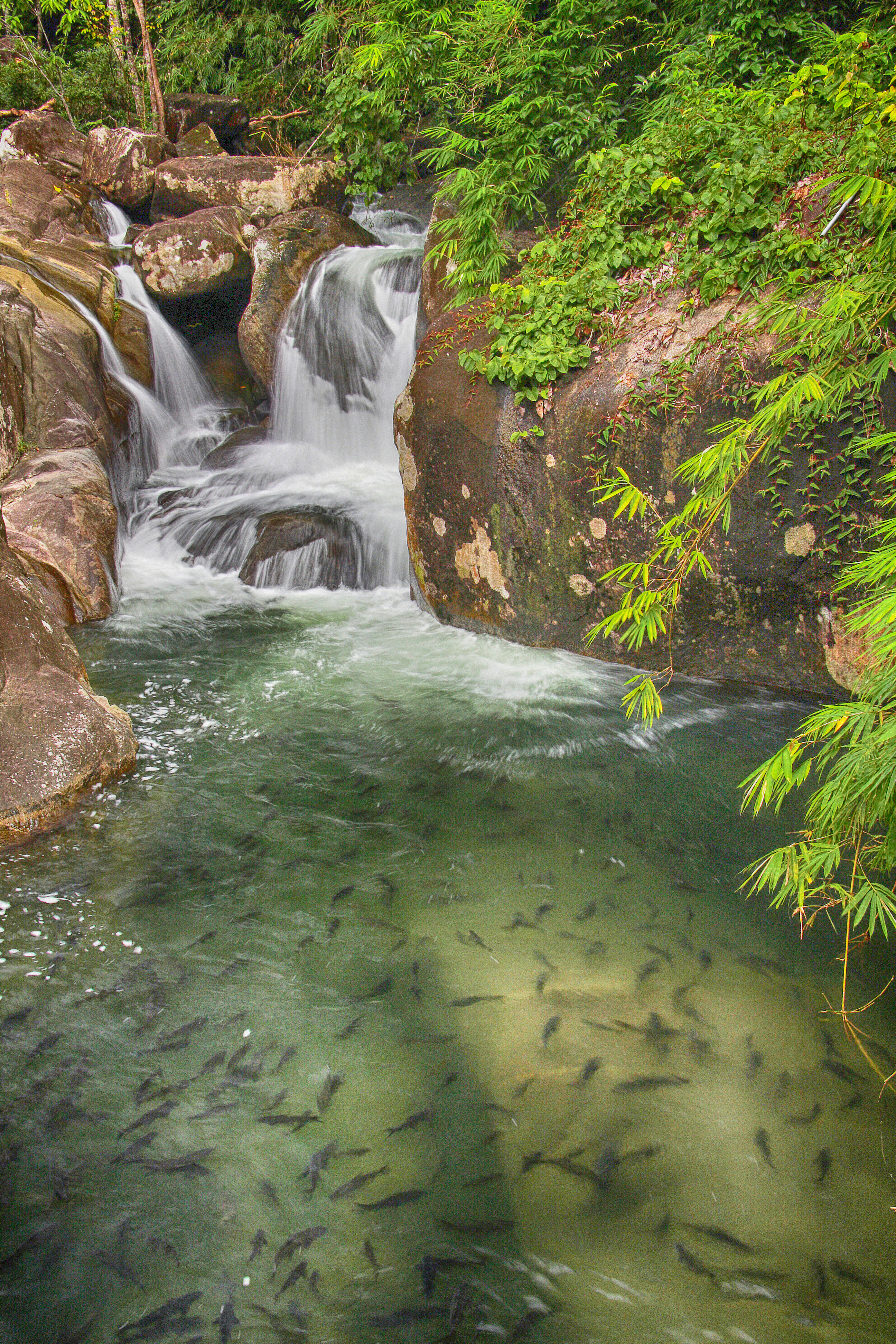
Cascade de Khao Chamao et poissons Neolissochilus soroides
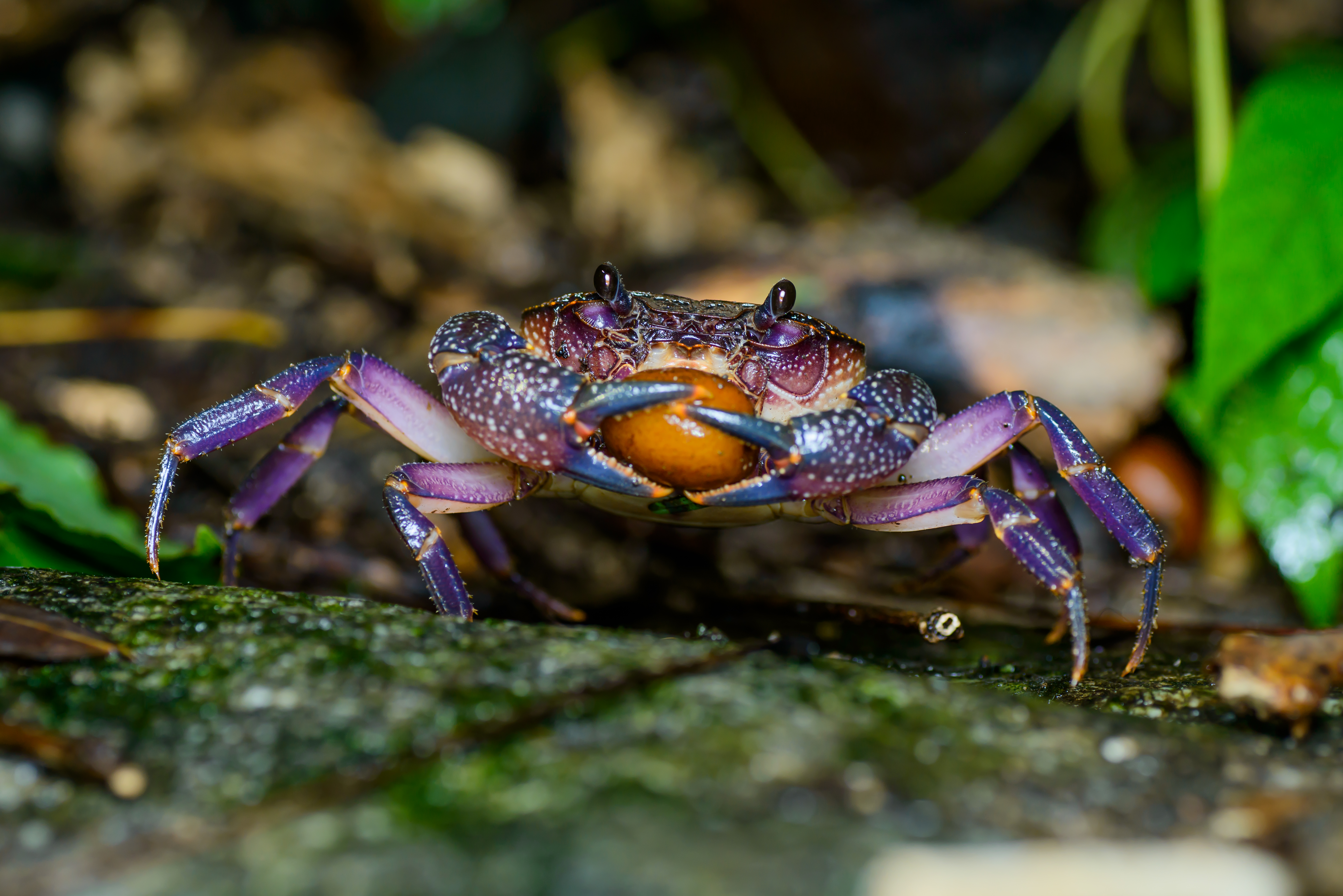
Crabe
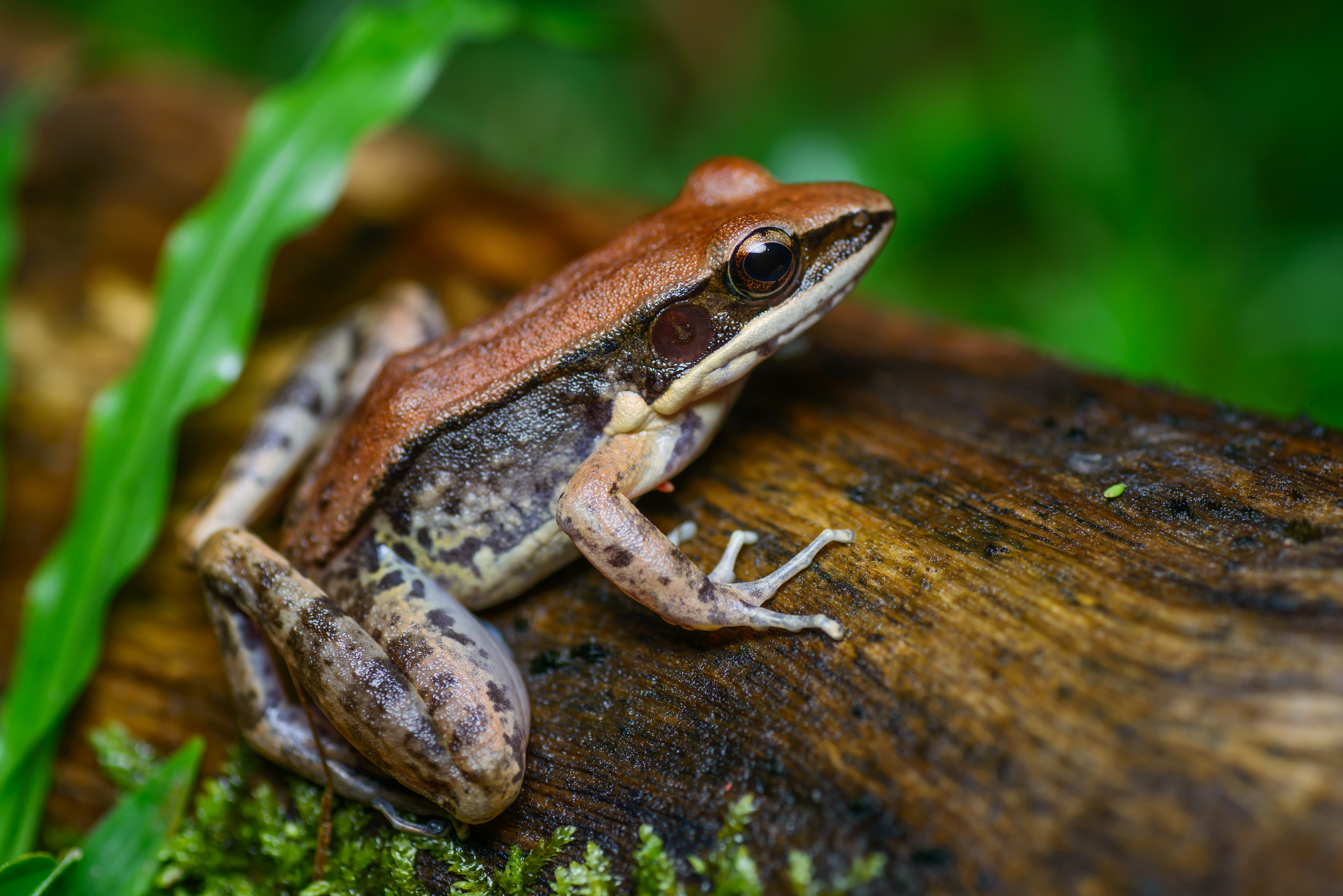
Hylarana mortenseni
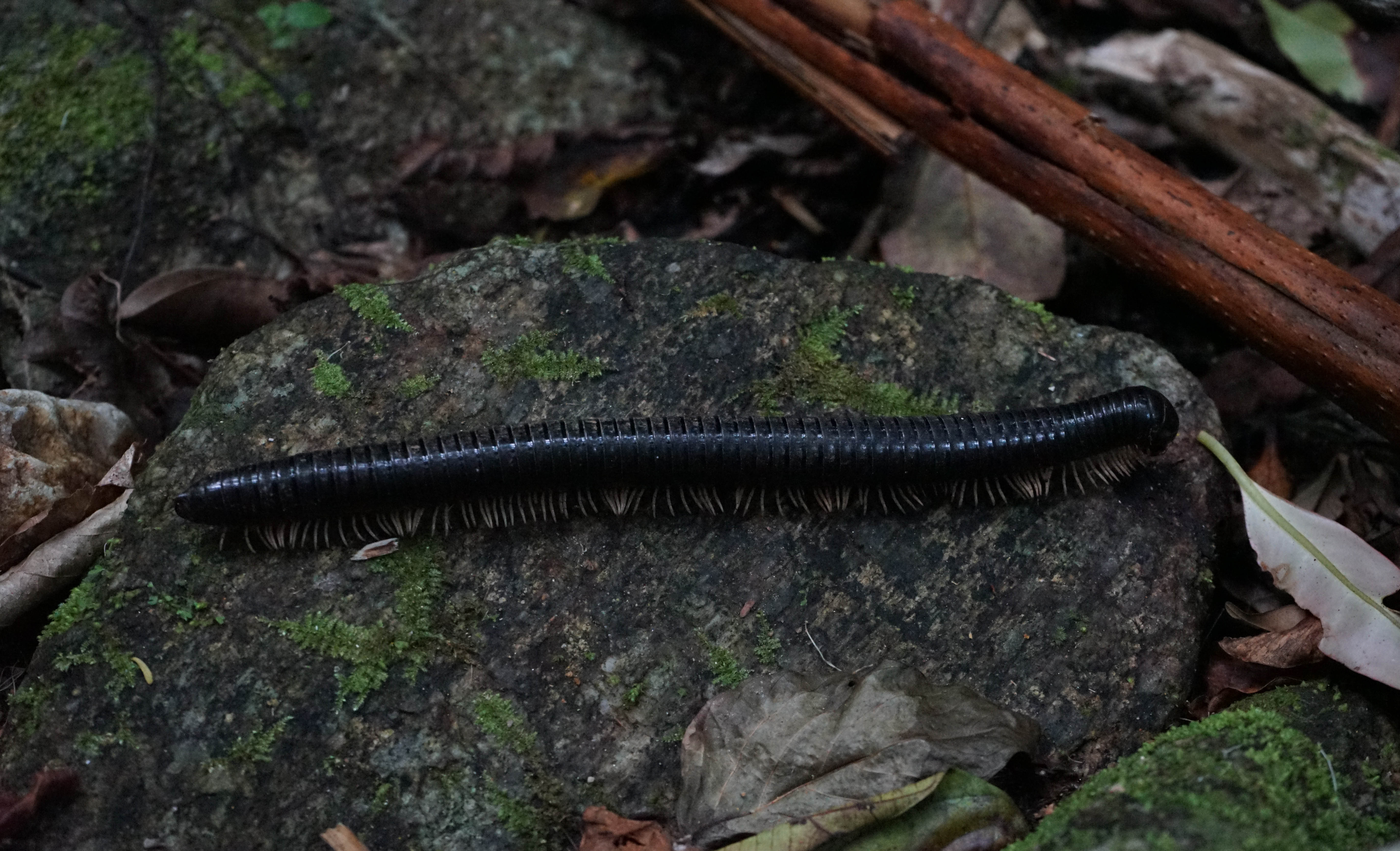
Mille-pattes diplopoda non identifié
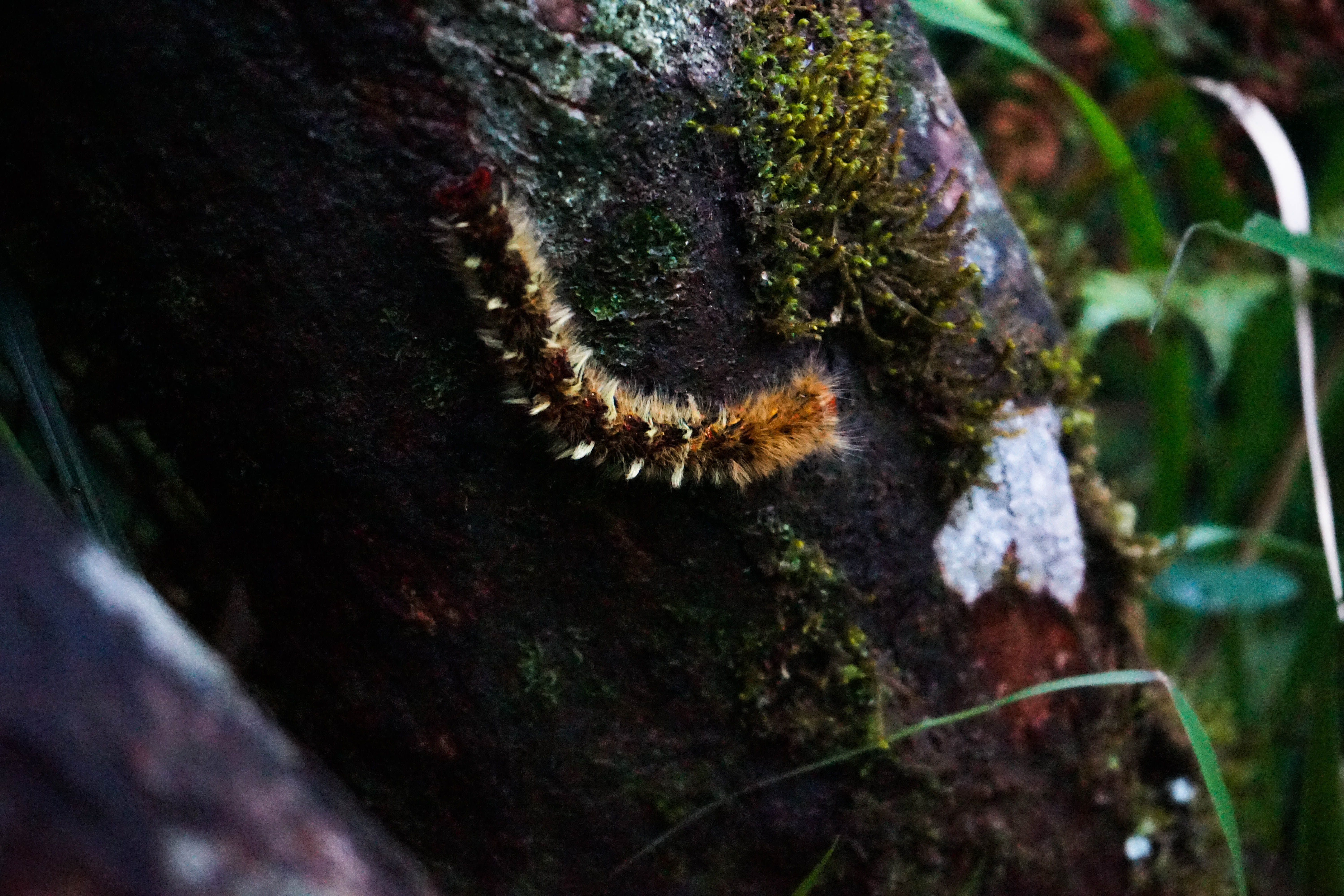
Chenille non identifiée
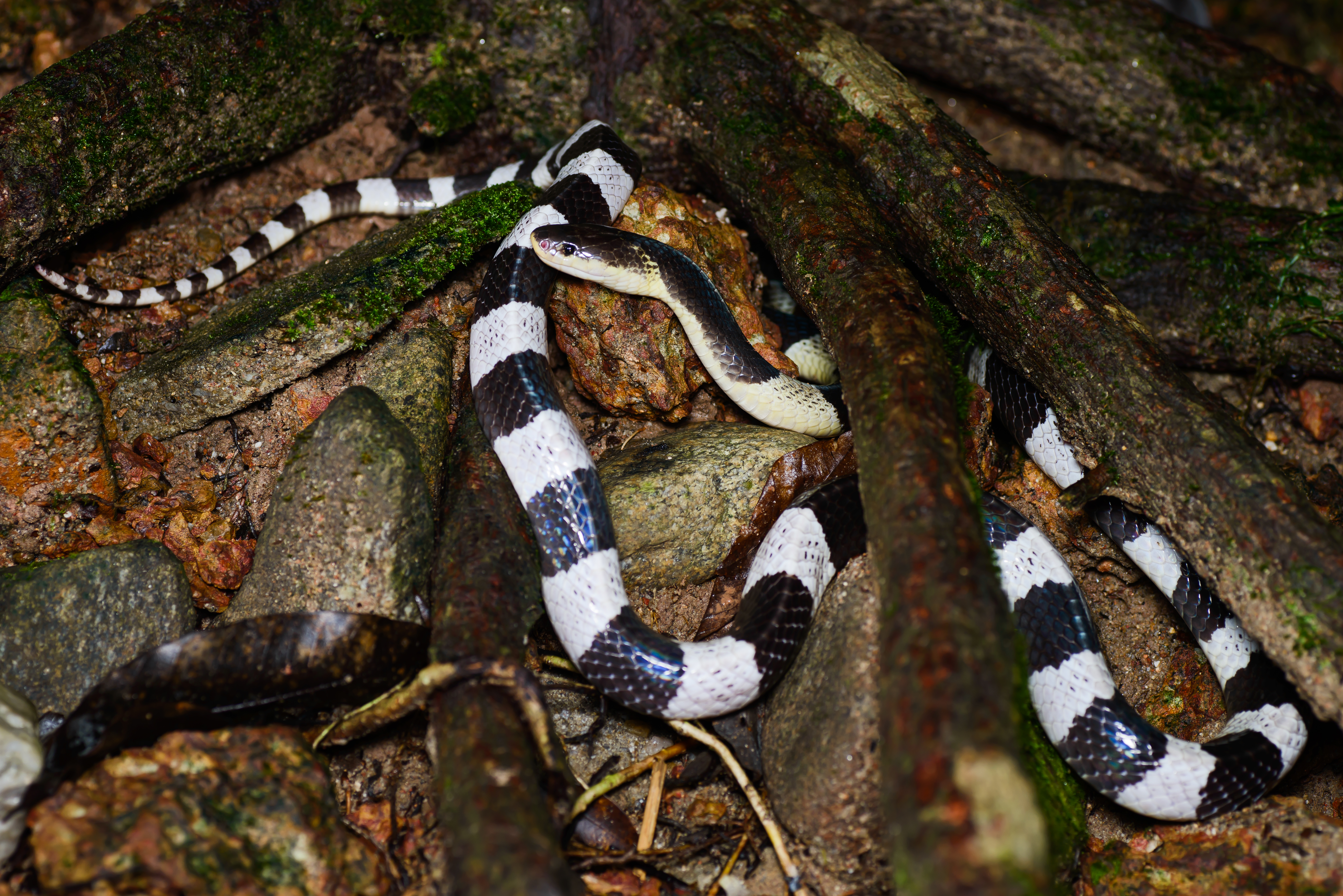
Bungarus candidus
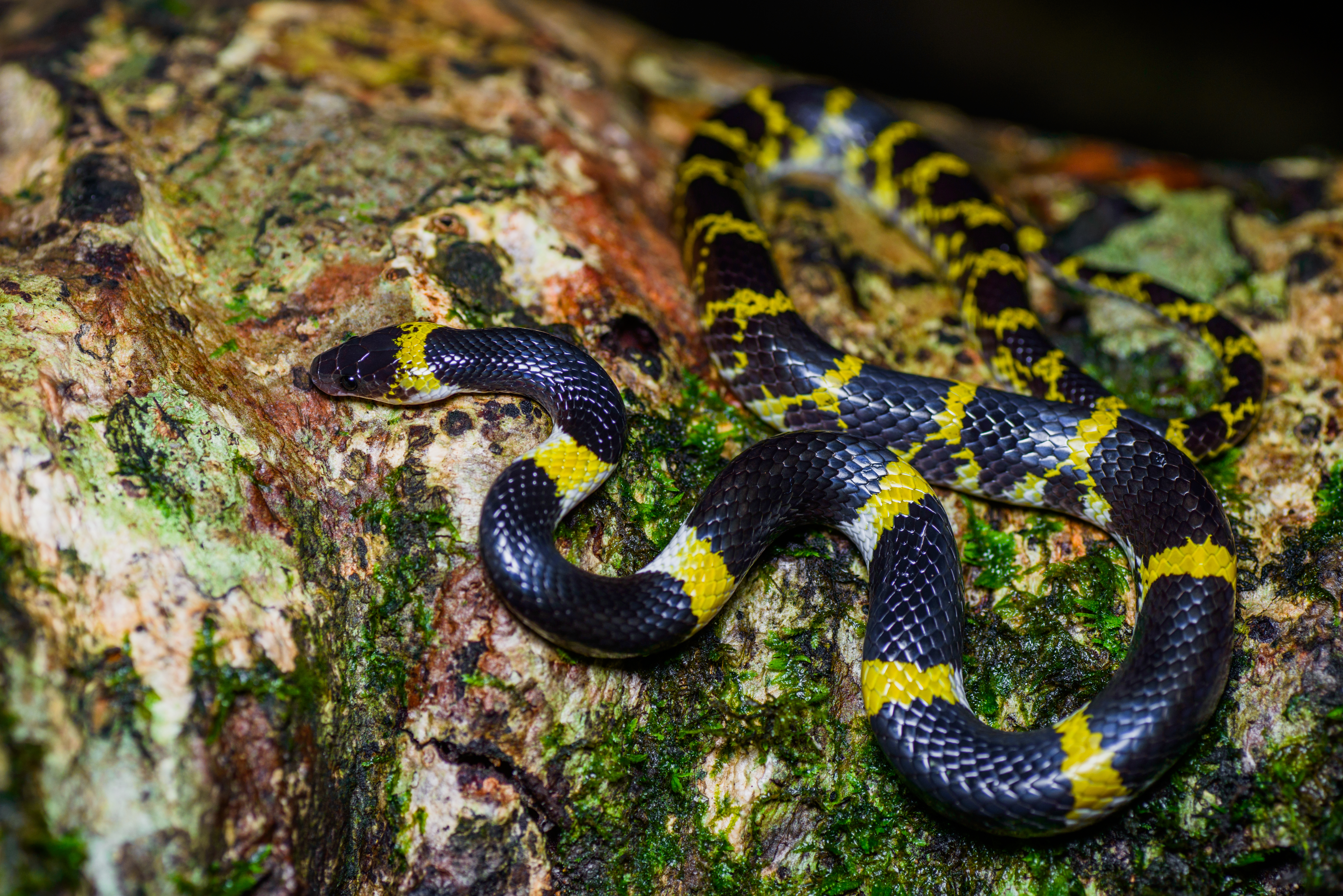
Lycodon laoensis
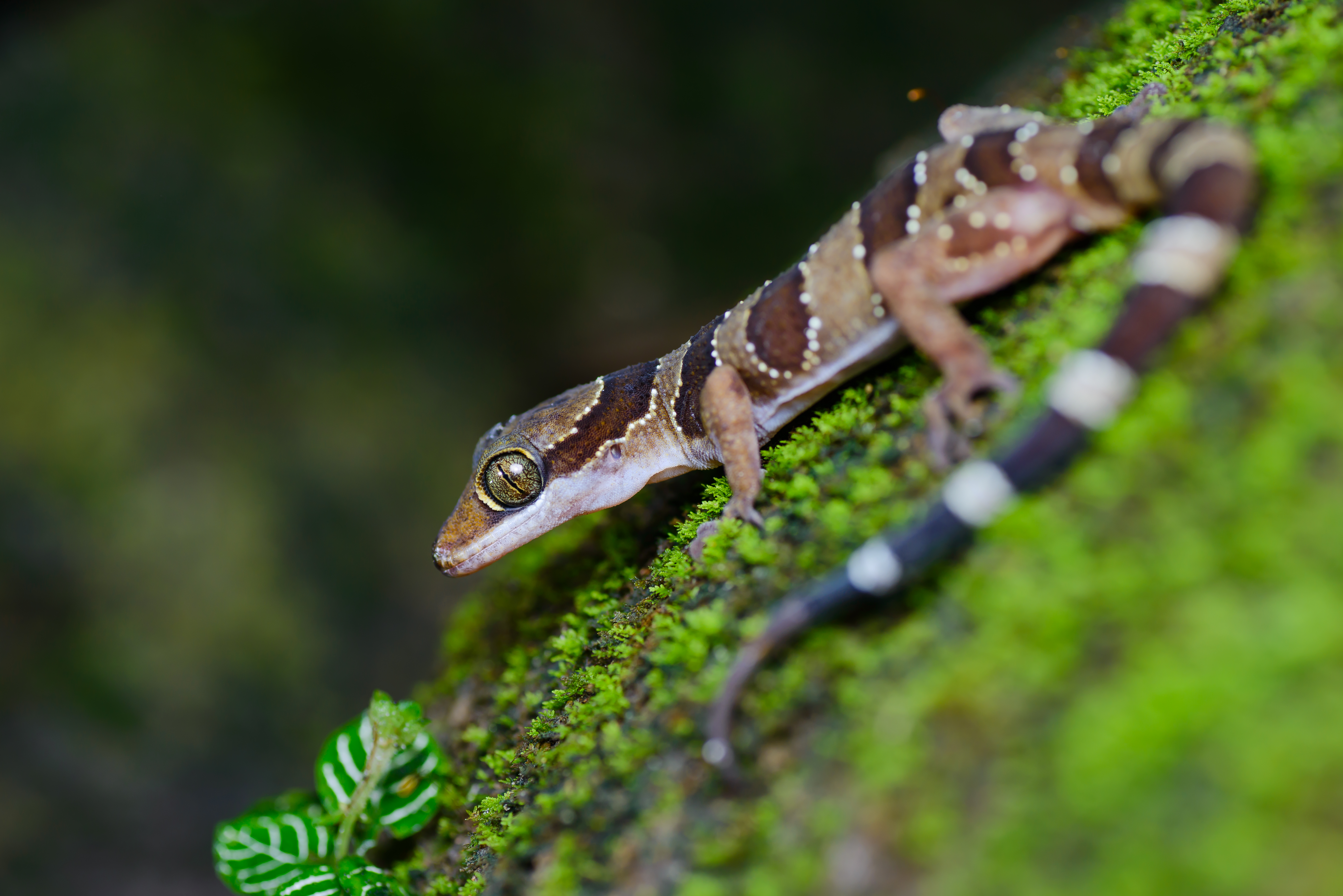
Gecko Cyrtodactylus intermedius
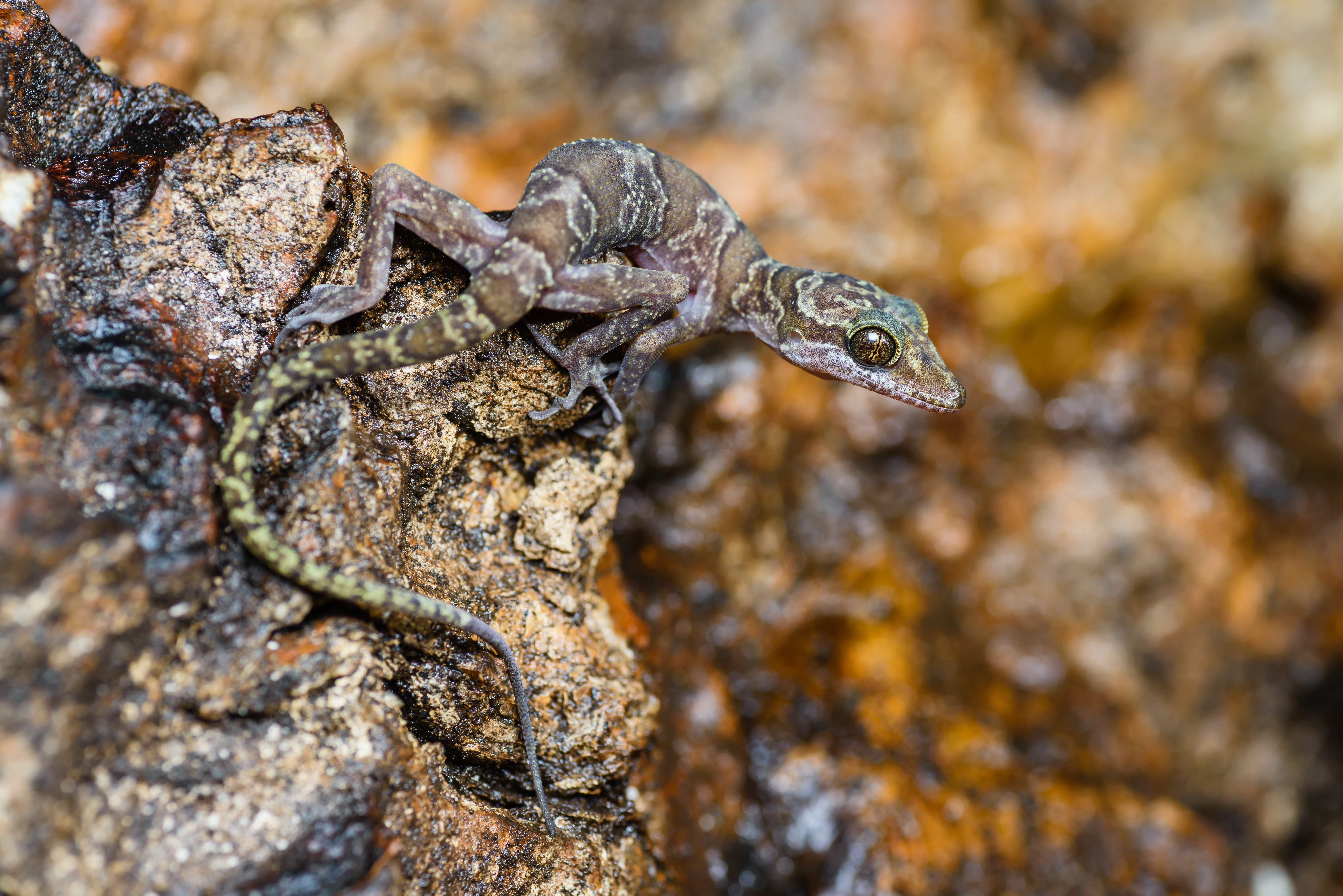
Cyrtodactylus sumonthai